# Afonso de Albuquerque (governador do Rio de Janeiro)
Afonso de Albuquerque (?, ? - ?, ?) foi um governante da capitania do Capitania Real do Rio de Janeiro, Brasil, no tempo colonial.

## História
Afonso de Albuquerque era meio-irmão do conquistador maranhense Jerônimo de Albuquerque, e foi nomeado para o governo da capitania em 12 de janeiro de 1605 para suceder Martim Correia de Sá, porém embarcou para o Brasil e tomou posse em 1608.
Sua administração foi marcada por diversos problemas, como surtos de varíola que vitimaram, principalmente, os escravos e desorganizaram a produção de açúcar. Além disso, havia o confronto entre os jesuítas e os colonos pela questão da permissão para a escravização dos índios. Tal situação era agravada legalmente, pois que o governo da União Ibérica condenava o cativeiro indígena e estipulava punições, porém tempos depois, a permitiu sob a justificativa das "guerras justas". Em 1608, deu início à construção do Convento de Santo Antônio, no Rio de Janeiro.
A falta de habilidade do governador em apaziguar conflitos agravou as tensões que se desenhavam na capitania, tendo entrado em confronto com a Câmara, criando uma imagem autoritária ao mandar encarcerar o juiz ordinário do cabildo municipal Baltazar de Seixas, por este tê-lo criticado publicamente, o ouvidor Luís Cabral, quando este protestou contra a prisão do primeiro, além do próprio presidente da Câmara. Não satisfeito, exigia que qualquer morador abrisse mão de suas atividades e compromissos para montar guarda defronte a residência do governador, sob pena de prisão.
Além daquelas autoridades, mandou prender a guarda que acompanhava Manuel Jácome Bravo, desembargador que fora enviado pelo governador-geral do Brasil na Bahia para averiguar a conduta de Afonso de Albuquerque, tendo aquele sido, também, excomungado pelo prelado Matius Aborim, que apoiava ao governador. Cada desembargador era, normalmente, acompanhado por um meirinho e um escrivão, e Bravo, prevendo a resistência que iria encontrar, levou consigo quatro guardas, o que não bastou para garantir a sua tranquilidade. Sua missão era particularmente difícil, pois seria a primeira intervenção do poder central depois da extinção do governo geral do sul. Desprovido de segurança particular, o desembargador ainda teve o aposento em que se encontrava alvejado por uma flecha que trazia um bilhete com ameaças.
A Câmara do Rio de Janeiro, temendo que os últimos acontecimentos fossem o estopim para uma revolta, buscou respostas das autoridades portuguesas. As respostas foram bastante contemporizadoras, apesar da gravidade da situação. Ao ser questionado, o governador afirmou desconhecer qualquer alteração ou insatisfação, pedindo que o informassem se houvesse algo, pois ele tinha "os elementos para castigar os descontentes". Em sua resposta, o prelado Aborim não deixou de comentar a questão da excomunhão, escrevendo que o assunto deveria ser que tratado com o seu superior no Colégio dos Jesuítas. O desembargador, por sua vez, simplesmente abdicou de emitir qualquer opinião alegando estar excomungado e “oprimido por tantas vias”. 
Durante sua administração, o Brasil foi novamente separado em dois governos, sendo nomeado para governar as capitanias de Espírito Santo, Rio de Janeiro e São Vicente Dom Luís de Sousa, que antes exercera o governo-geral na Bahia. Tendo em vista que o mandato do governador já estava finalizando, as autoridades decidiram-se pela solução mais cômoda, deixando de tomar qualquer providência mais enérgica, apesar do envio de informações pelo desembargador Bravo à metrópole.
Em 21 de dezembro de 1613, Constantino Menelau assumiu o governo do Rio de Janeiro dando fim às inquietações.